# Демешок, Дарья Александровна
Дарья Александровна Демешок (род. 21 января 2004, Верхняя Салда) — российская волейболистка, центральная блокирующая. Игрок волейбольного клуба российской Суперлиги Уралочка-НТМК (с 2022 года).

## Биография
Родилась 21 января 2004 года в Верхней Салде Свердловской области.
С 2018 года играла за молодёжную команду Динамо ЦРВ- Москва.
В 2022 году перешла в российский клуб Суперлиги Уралочка-НТМК.

### Клубная карьера
- 2018—2022 —  «Динамо ЦРВ- Москва» — молодёжная лига;
- с 2022 —  «Уралочка-НТМК» (Свердловская область) — суперлига.

## Сборная
В 2023 году стала обладателем золотой медали в составе сборной России на Международном фестивале студенческого спорта.